# Keith Irving
Keith Irving, né en 1958, est un homme politique (néo-écossais) canadien. 
Il représente la circonscription de Kings-Sud à l'Assemblée législative de la Nouvelle-Écosse depuis l'élection néo-écossaise du 8 octobre 2013. Il a été réélu en 2017